# Pterygota horsfieldii
Pterygota horsfieldii är en malvaväxtart som först beskrevs av Robert Brown, och fick sitt nu gällande namn av André Joseph Guillaume Henri Kostermans. Pterygota horsfieldii ingår i släktet Pterygota och familjen malvaväxter. Inga underarter finns listade i Catalogue of Life.